# Louella Parsons
Louella Parsons, geboren als Louella Rose Oettinger, (* 6. August 1881 in Freeport, Illinois; † 9. Dezember 1972 in Santa Monica, Kalifornien) war eine US-amerikanische Reporterin, die mit Klatschgeschichten aus der Welt der Stars zeitweise ein Millionenpublikum erreichte.

## Leben
Louella Parsons war eine der einflussreichsten Gesellschaftsreporterinnen ihrer Zeit. Seit 1925 hatte sie einen Vertrag mit dem Medienimperium von William Randolph Hearst, in dessen zahllosen Publikationen ihre täglichen Kolumnen aus Hollywood erschienen. Seit Mitte der 1930er hatte sie auch eine national ausgestrahlte Radioshow, dank derer sie Millionen von Zuhörern erreichte. Es gibt hartnäckige Gerüchte, dass Parsons den Job als eine Art „Schweigegeld“ bekam für ihr angebliches Mitwissen um die tatsächlichen Ereignisse auf der Jacht von Hearst, auf der 1924 der Filmproduzent Thomas Harper Ince auf ungeklärte Weise ums Leben kam. Beteiligte waren unter anderem Marion Davies, Charles Chaplin und Hearst selber. Die Geschichte wurde in dem Film The Cat’s Meow 2001 von Peter Bogdanovich frei interpretiert. In eine ähnliche Richtung zielt Kenneth Anger mit der Schilderung der Ereignisse in seinem Buch Hollywood Babylon.
Auf dem Höhepunkt ihrer Macht in den 1930ern und frühen 1940ern hatte sie nur eine einzige Rivalin, die ehemalige Schauspielerin Hedda Hopper, mit der sie sich über Jahrzehnte zahllose Streitereien lieferte. Sie beschäftigte ein ganzes Heer von offiziellen und inoffiziellen Mitarbeitern und Informanten, das sie mit dem neuesten Klatsch aus der Filmgesellschaft versorgte. Allerdings waren die meisten Nachrichten eher banale Geschichten um angebliche Romanzen und Liebesgeschichten.
Parsons war bekannt für ihre „Stilblüten“ und ungewollt komischen Versprecher. So rief sie auf dem Höhepunkt des Skandals um Ingrid Bergman und Roberto Rossellini, als bekannt wurde, dass Bergman, obwohl noch mit einem anderen verheiratet, von Rossellini ein Kind erwartete, in ihrer Show aus:
Ingrid, Ingrid, was ist nur in Dich gefahren?
Louella Parsons schrieb zwei erfolgreiche Memoiren: The Gay Illiterate von 1944 und Tell it to Louella aus dem Jahr 1961. Mit dem Aufkommen von Magazinen wie Confidential, die ohne jede Rücksicht auch intimste Details aus dem Privatleben von Prominenten veröffentlichten, sank der Einfluss von Parsons und Hopper rasch.
Parsons war dreimal verheiratet. Ihr einziges Kind Harriet Parsons (1906–1983) war eine der wenigen Filmproduzentinnen ihrer Zeit in Hollywood und fungierte Ende der 1940er als Produzentin einiger erfolgreicher Filme bei RKO, darunter I Remember Mama von 1948 mit Irene Dunne unter der Regie von George Stevens.

## Filmpreis
Der Hollywood Women’s Press Club verleiht den Golden Apple Award und vergibt in diesem Zusammenhang auch den Louella Parsons Award, der nach Parsons benannt wurde.

## Darstellung in der Kunst
- Parsons wurde in Frank Tashlins Cartoon The Woods Are Full of Cuckoos (1937) als „Louella Possums“ karikiert.
- Elizabeth Taylor stellte Parsons im Fernsehfilm Verrücktes Hollywood (Malice in Wonderland) (1985) dar.
- Brenda Blethyn verkörperte Parsons im Fernsehfilm Citizen Kane – Die Hollywood-Legende (1999).
- Jennifer Tilly stellte Parsons im Spielfilm The Cat’s Meow (2001) dar.
- Sie taucht als eine Figur in Ken Ludwigs Stück Shakespeare in Hollywood (2004) auf.